# 腓特烈·威廉 (霍恩洛厄-基希貝格)
腓特烈·威廉（德語：Friedrich Wilhelm zu Hohenlohe-Kirchberg，1732年12月2日—1796年8月10日），霍恩洛厄-基希貝格親王，卡爾·奧古斯特之子。

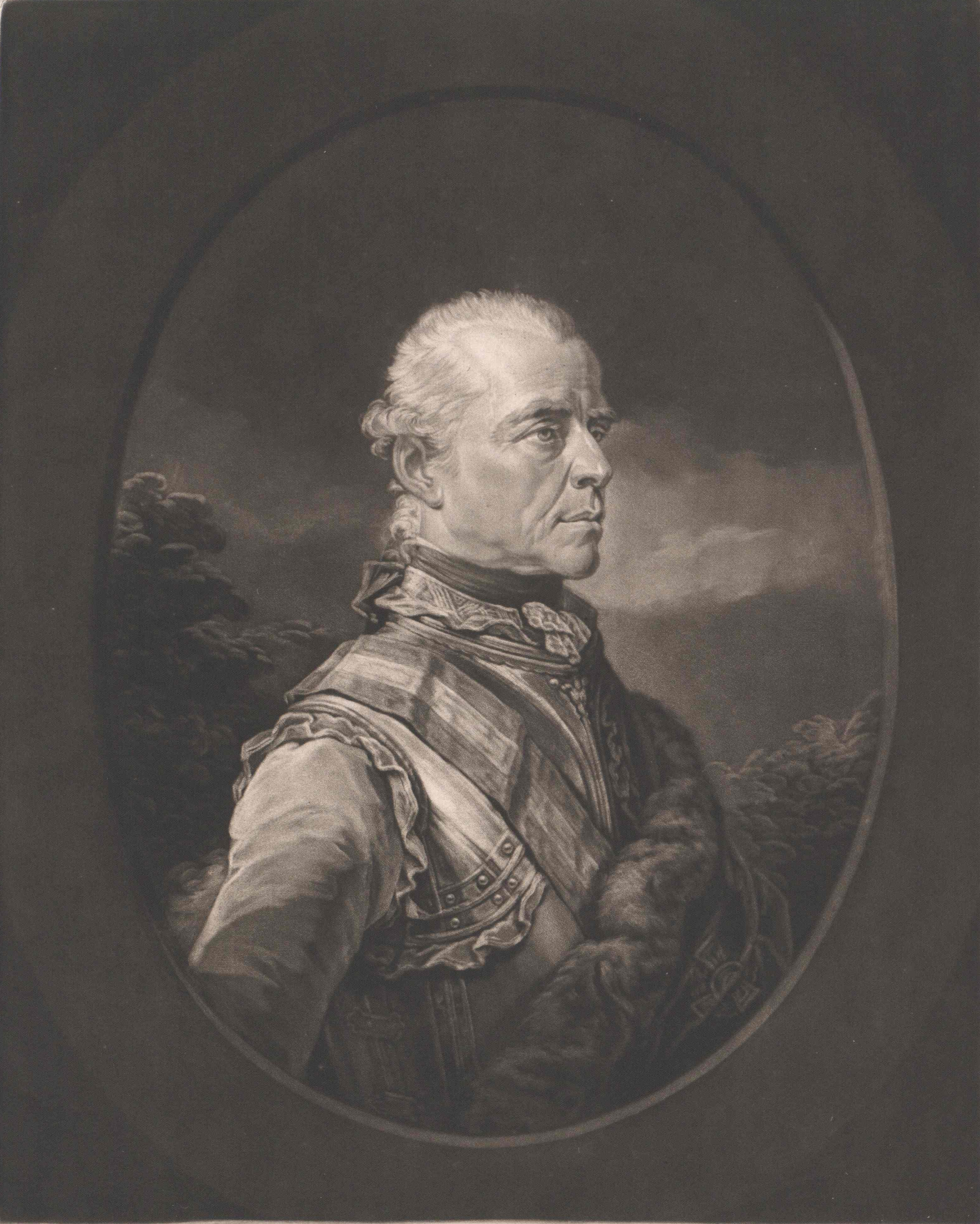
腓特烈·威廉

七年戰爭期間腓特烈·威廉於奧地利陸軍服役，曾在洛伊滕會戰中負傷。巴伐利亞王位繼承戰爭後升為陸軍元帥，被指定作為卡爾大公的導師。